# Deppea sousae
Deppea sousae är en måreväxtart som beskrevs av Attila L. Borhidi. Deppea sousae ingår i släktet Deppea och familjen måreväxter. Inga underarter finns listade i Catalogue of Life.